# Górna Szwabia

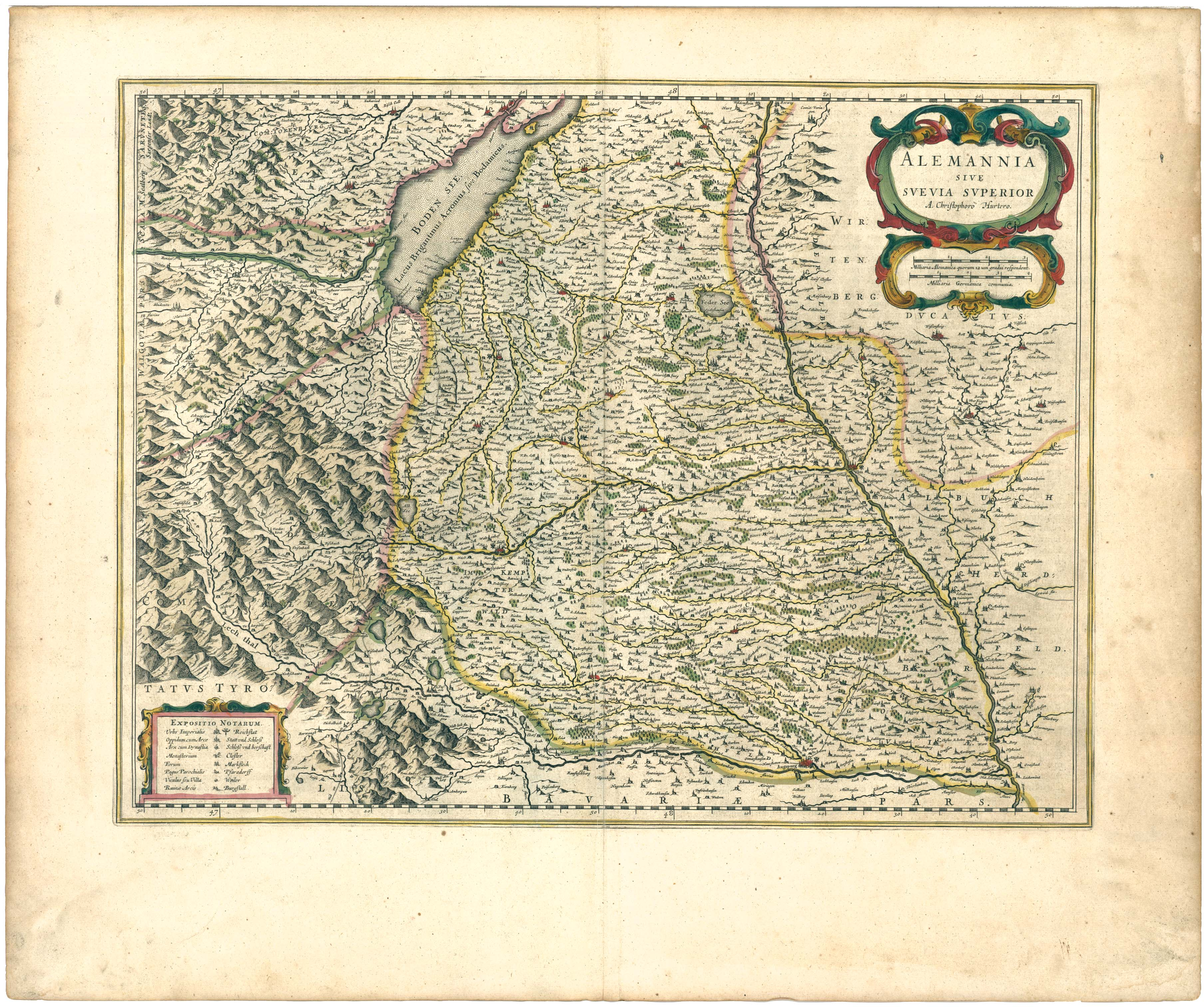
Górna Szwabia na mapie z 1645

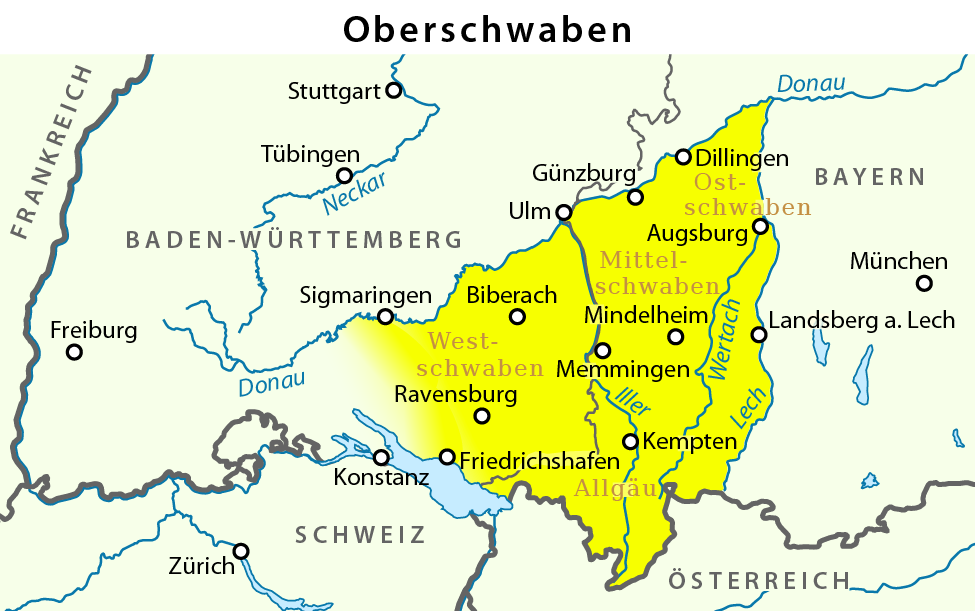

Górna Szwabia (niem. Oberschwaben lub Schwäbisches Oberland) – kraina historyczna i etniczna w dzisiejszych południowych Niemczech. Obejmuje tereny pomiędzy Jurą Szwabską, górnym Dunajem, Jeziorem Bodeńskim, regionem Allgäu i doliną rzeki Iller. Była znaczącym terenem Księstwa Szwabii, państwa istniejącego od X do XIII wieku na terenie obecnych południowych Niemiec, Szwajcarii, francuskiej Burgundii i Alzacji.